# Rue de Marnes
La rue de Marnes est une voie de circulation de Ville-d'Avray, dans les Hauts-de-Seine. Elle suit le tracé de l'ancienne route nationale 307a, aujourd'hui déclassée en route départementale 407.

## Situation et accès
Venant du nord-ouest, elle longe le domaine national de Saint-Cloud, passe l'avenue Thierry qui mène aux cimetières de Ville-d'Avray et de Marnes-la-Coquette, et se termine dans l'axe de la rue de Sèvres.

## Origine du nom
Le nom de cette rue est en référence à la ville de Marnes-la-Coquette qu'elle rejoint du côté ouest.

## Bâtiments remarquables et lieux de mémoire
- Au no 8, le château de Thierry[2]. Le rendez-vous de chasse est devenu le conservatoire municipal. Sur une partie du domaine a été construit le collège de la Fontaine-au-Roy[3].
- Au no 33, la villa Hefferlin, construite en 1932[4].
- Au no 37, ancienne demeure des Rohan-Chabot[5].